# Pierre Pibarot
Pour les articles homonymes, voir Pibarot.
Pierre Pibarot est un ancien joueur et entraîneur de football né le 23 juillet 1916 à Alès et mort le 26 novembre 1981 à Montpellier.

## Biographie

### Entraîneur
Il assiste Gaston Barreau comme « tacticien » de l'équipe de France pendant la Coupe du monde 1954 en Suisse. Il est également entraîneur de l'équipe de France espoirs en 1956. Il a également été dans le staff de l'équipe de France lors des Jeux olympiques d'été de 1952.
Il est directeur de l'INF Vichy jusqu'à sa retraite en juin 1981.

### Hommages
Son nom est donné à deux stades : le stade d'Alès et le terrain d'honneur du centre national de football à Clairefontaine. Il existe également une impasse Pierre-Pibarot à Alès située à proximité du stade.

### Vie personnelle
Il est le père du scénariste Jacques Pibarot.

## Palmarès

### Joueur
- Vainqueur de la Coupe de France en 1944 avec l'Équipe fédérale Nancy-Lorraine

### Entraîneur
- Vice-champion de France avec le RC Paris en 1961 et 1962
- Champion de France de D2 avec le Nîmes Olympique en 1950
- Vice-champion de France de D2 avec l'Olympique alésien en 1947